# James McAvoy
James Andrew McAvoy (Glasgow, 21 aprile 1979) è un attore britannico.
La sua interpretazione nel film drammatico di Kevin Macdonald L'ultimo re di Scozia (2006) gli è valsa diverse nomination, tra cui il BAFTA Award come miglior attore non protagonista. Il film di guerra drammatico romantico, Espiazione (2007), gli è valso una nomination al Golden Globe e la sua seconda nomination ai BAFTA. 
Nel 2011 ha interpretato il professor Charles Xavier nel film di supereroi X-Men - L'inizio (2011), un ruolo che ha ripreso in X-Men - Giorni di un futuro passato (2014), X-Men - Apocalisse (2016), X-Men: Dark Phoenix (2019) e in un brevissimo cameo non accreditato in Deadpool 2 (2018). McAvoy ha recitato nel film commedia poliziesco Filth (2013), per il quale ha vinto il premio come miglior attore ai British Independent Film Awards 2013. Nel 2016 ha interpretato Kevin Crumb, un uomo con 23 personalità alternative nel film Split; nel 2019 ha ripreso il ruolo nel sequel, Glass.

## Biografia
Nato a Glasgow, in Scozia, e figlio di Elizabeth (nata Johnstone), infermiera, e James McAvoy, muratore. I suoi genitori divorziarono quando aveva sette anni, e quindi visse con i nonni materni, Mary e James Johnstone, a Drumchapel, un quartiere di Glasgow. Sua madre visse con loro a fasi alterne, mentre tuttora non ha contatti con il padre, interrotti quando aveva 13 anni. Visse un periodo di incertezza nelle decisioni sul proprio futuro da adolescente, volendo prima divenire missionario e successivamente arruolarsi nella Marina britannica. Ha studiato alla St. Thomas Aquinas di Glasgow, una scuola cattolica, e si è laureato alla Royal Scottish Academy of Music and Drama: per mantenersi agli studi ha lavorato anche come panettiere.
Il fascino della recitazione lo attrasse però a sé, e nel 1995 esordì in una pellicola cinematografica con The Near Room, diretto da David Heyman. Nel 2001 partecipa all'horror The Pool. Il primo ruolo che gli permette di ottenere un'ampia visibilità è però quello del fauno Tumnus in Le cronache di Narnia - Il leone, la strega e l'armadio diretto da Andrew Adamson, nel 2005. Nell'anno successivo, il 2006, arrivano le prime conferme riguardanti il suo talento: vince un BAFTA come rivelazione dell'anno (Rising Star Award), oltre a essere nominato per la sua interpretazione in L'ultimo re di Scozia.

L'anno successivo interpreta il ruolo di Tomas Lefroy, nel film Becoming Jane - Il ritratto di una donna contro. Ed è il 2007 l'anno che lo consacra definitivamente come uno dei più promettenti attori della sua generazione, grazie al ruolo di Robbie Turner nel film Espiazione di Joe Wright, tratto dall'omonimo romanzo di Ian McEwan, ruolo che gli vale la sua prima candidatura ai Golden Globe 2008 come miglior attore in un film drammatico. In seguito affianca Angelina Jolie in Wanted - Scegli il tuo destino (2008).

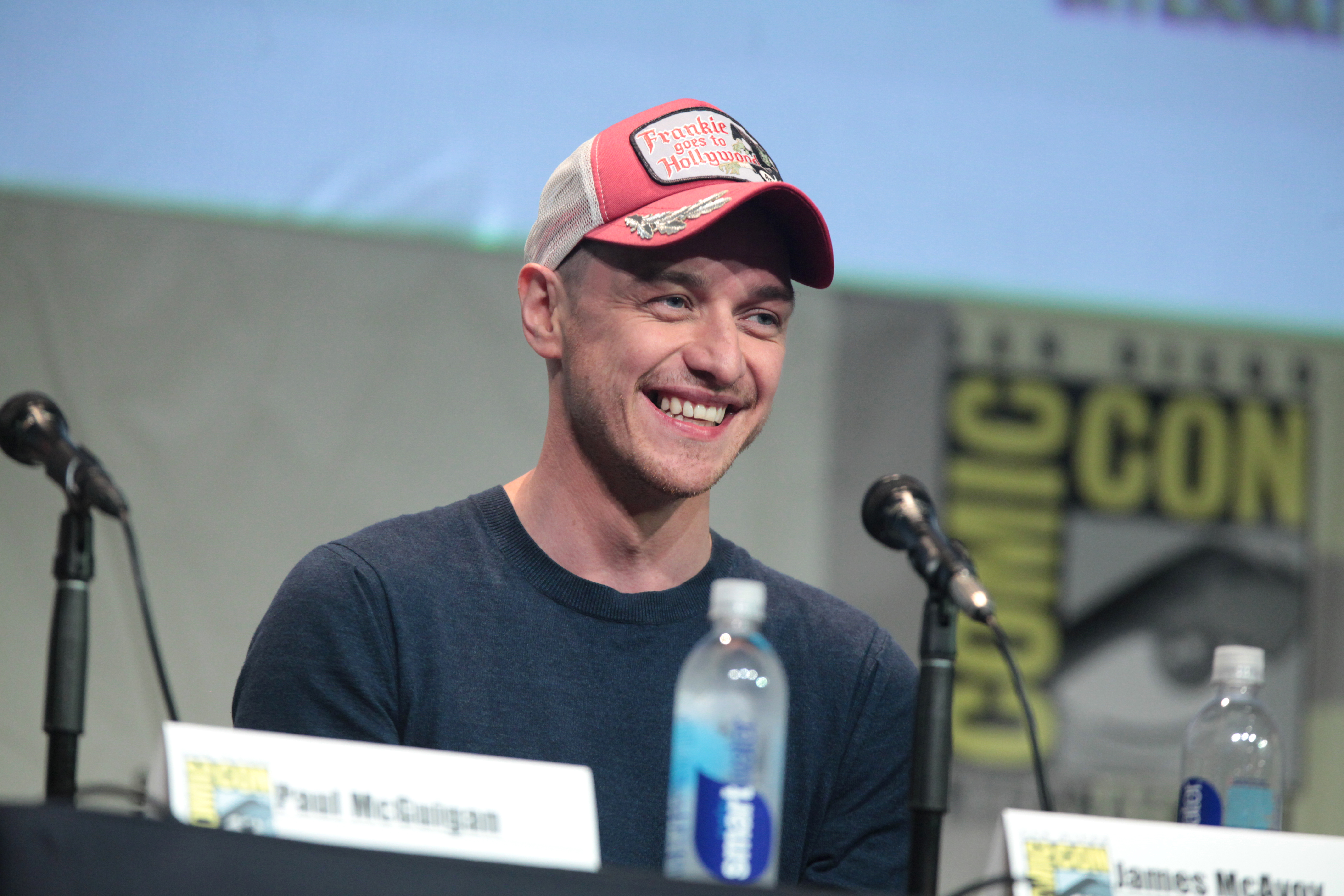
James McAvoy al Comic Con nel 2015

Nel 2009 torna a teatro con la pièce teatrale Three Days of Rain di Richard Greenberg, riscuotendo buon successo di critica e pubblico e rappresentando lo spettacolo per più di quattro mesi in uno dei più frequentati teatri londinesi, l'Apollo Theatre. Nel 2011 McAvoy interpreta un giovane Charles Xavier nel film X-Men - L'inizio di Matthew Vaughn, personaggio che torna a interpretare anche nell'ultimo film della quadrilogia originale degli X-Men, X-Men - Giorni di un futuro passato. Il sequel di X-Men - L'inizio, intitolato X-Men - Apocalisse, è uscito nel 2016. Nel 2013 recita nel ruolo di Macbeth nel dramma scozzese di Shakespeare in scena ai Trafalgar Studios di Londra accanto alla Lady Macbeth di Claire Foy.
Nel 2016 interpreta il ruolo di un uomo affetto da personalità multiple nel thriller psicologico Split, ruolo che ha interpretato nuovamente in Glass nel 2019 a fianco di Bruce Willis e Samuel L. Jackson. Nello stesso anno riprende il ruolo del Professor X nel sequel di X-Men - Apocalisse, X-Men: Dark Phoenix. Nel 2017 recita nel film drammatico Submergence con Alicia Vikander.
Nel 2019 recita nel film It - Capitolo due di Andy Muschietti nel ruolo di Bill Denbrough da adulto, lavorando per la terza volta negli ultimi anni accanto all'amica Jessica Chastain che interpreta Beverly Marsh ("X-Men: Dark Phoenix" nel 2019, "La scomparsa di Eleonora Rigby" nel 2013 nei tre capitoli LUI, LEI, LORO). Sempre nel 2019 torna a recitare sulle scene londinesi quando interpreta l'eponimo protagonista del Cyrano de Bergerac al Playhouse Theatre per la regia di Jamie Lloyd.

## Vita privata
Nell'ottobre 2006 sposa l'attrice Anne-Marie Duff, conosciuta sul set della serie televisiva Shameless. Nel giugno del 2010 la coppia ha avuto un figlio, Brendan. Nel maggio 2016 la coppia annuncia la  separazione.. Dal 2019 è sposato con Lisa Liberati, conosciuta sul set di Split, dove era l’assistente del regista M. Night Shyamalan. I due hanno celebrato le nozze in forma privata. 

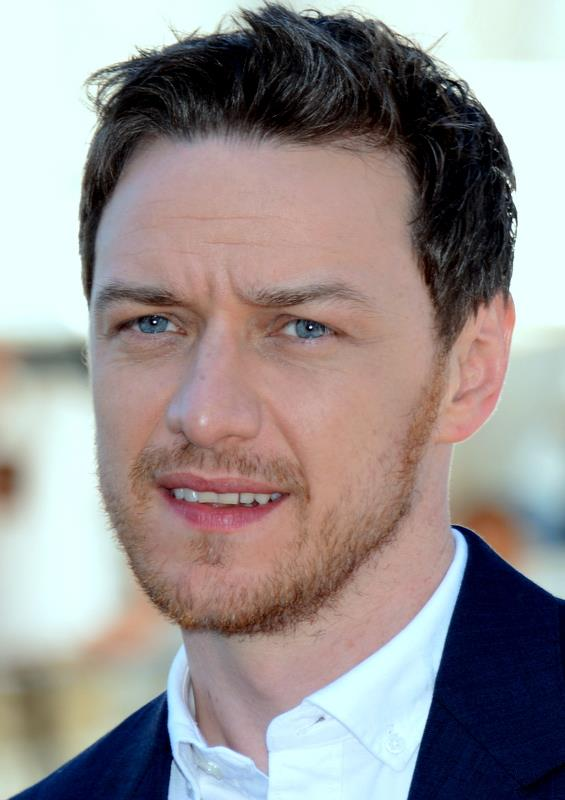
James McAvoy al Festival di Cannes 2014

## Filmografia

### Cinema
- The Near Room, regia di David Hayman (1995)
- Regeneration, regia di Gillies MacKinnon (1997)
- The Pool (Swimming Pool - Der Tod feiert mit), regia di Boris von Sychowski (2001)
- Bollywood Queen, regia di Jeremy Wooding (2002)
- Bright Young Things, regia di Stephen Fry (2003)
- Wimbledon, regia di Richard Loncraine (2004)
- Il mio cuore balla (Inside I'm Dancing), regia di Damien O'Donnell (2004)
- Le cronache di Narnia - Il leone, la strega e l'armadio (The Chronicles of Narnia: The Lion, the Witch and the Wardrobe), regia di Andrew Adamson (2005)
- L'ultimo re di Scozia (The Last King of Scotland), regia di Kevin Macdonald (2006)
- Penelope, regia di Mark Palansky (2006)
- Il quiz dell'amore (Starter for 10), regia di Tom Vaughan (2006)
- Becoming Jane - Il ritratto di una donna contro (Becoming Jane), regia di Julian Jarrold (2007)
- Espiazione (Atonement), regia di Joe Wright (2007)
- Wanted - Scegli il tuo destino (Wanted), regia di Timur Bekmambetov (2008)
- The Last Station, regia di Michael Hoffman (2009)
- The Conspirator, regia di Robert Redford (2010)
- X-Men - L'inizio (X-Men: First Class), regia di Matthew Vaughn (2011)
- In trance (Trance), regia di Danny Boyle (2013)
- Welcome to the Punch - Nemici di sangue (Welcome to the Punch), regia di Eran Creevy (2013)
- Filth, regia di Jon S. Baird (2013)
- La scomparsa di Eleanor Rigby (The Disappearance of Eleanor Rigby), regia di Ned Benson (2013)
- Muppets 2 - Ricercati (Muppets Most Wanted), regia di James Bobin (2014)
- X-Men - Giorni di un futuro passato (X-Men: Days of Future Past), regia di Bryan Singer (2014)
- Victor - La storia segreta del dott. Frankenstein (Victor Frankenstein), regia di Paul McGuigan (2015)
- X-Men - Apocalisse (X-Men: Apocalypse), regia di Bryan Singer (2016)
- Split, regia di M. Night Shyamalan (2016)
- Atomica bionda (Atomic Blonde), regia di David Leitch (2017)
- Submergence, regia di Wim Wenders (2017)
- Deadpool 2, regia di David Leitch (2018) - cameo non accreditato
- Glass, regia di M. Night Shyamalan (2019)
- X-Men: Dark Phoenix (Dark Phoenix), regia di Simon Kinberg (2019)
- It - Capitolo due (It: Chapter Two), regia di Andrés Muschietti (2019)
- Mio figlio (My Son), regia di Christian Carion (2021)
- Nella bolla (The Bubble), regia di Judd Apatow (2022)
- Il vangelo secondo Clarence (The Book of Clarence), regia di Jeymes Samuel (2023)
- Speak No Evil - Non parlare con gli sconosciuti (Speak No Evil), regia di James Watkins (2024)

### Televisione
- An Angel Passes By, regia di David Baillie – film TV (1997)
- Metropolitan Police – serie TV, episodio 13x75 (1997)
- Lorna Doone, regia di Mike Barker – film TV (2000)
- Murder in Mind – serie TV, episodio 1x01 (2001)
- Band of Brothers – miniserie TV, puntata 04 (2001)
- The Inspector Lynley Mysteries – serie TV, episodio 1x03 (2002)
- White Teeth – serie TV (2002)
- Foyle's War – serie TV, episodio 1x01 (2002)
- I figli di Dune (Children of Dune) – miniserie TV, 3 puntate (2003)
- Early Doors – serie TV, 4 episodi (2003)
- State of Play – miniserie TV, 6 puntate (2003)
- Shameless – serie TV, 13 episodi (2004-2005)
- ShakespeaRe-Told – miniserie TV (2005)
- His Dark Materials - Queste oscure materie (His Dark Materials) – serie TV, 9 episodi (2019-2022)
- Together - film TV, regia di Stephen Daldry (2021)

### Doppiaggio
- Strings, regia di Anders Rønnow Klarlund (2004)
- Gnomeo e Giulietta (Gnomeo & Juliet), regia di Kelly Asbury (2011)
- Il figlio di Babbo Natale (Arthur Christmas), regia di Sarah Smith (2011)
- F1 2016 – videogioco (2016)
- Sherlock Gnomes, regia di John Stevenson (2018)
- La collina dei conigli (Watership Down) – miniserie TV, 4 puntate (2018)
- Twelve Minutes - videogioco (2021)
- The Sandman - serie TV, episodio 1x11 (2022)

## Teatro
- La tempesta di William Shakespeare, regia di Mhari Gilbert. Brunton Theatre di Musselburgh (1998)
- West Side Story, libretto di Arthur Laurents, testi di Stephen Sondheim, colonna sonora di Leonard Bernstein, regia di Jonathan Stone. Courtyard Theatre di Hereford (1999)
- Romeo e Giulietta di William Shakespeare, regia di Jonathan Stone. Courtyard Theatre di Hereford (1999)
- Lovers di Brian Friel, regia di Kenny Ireland. Royal Lyceum Theatre di Edimburgo (1999)
- La bella e la bestia, regia di Jonathan Stone. Adam Smith Theatre di Kirkcaldy (1999)
- The Reel of the Hanged Man di Jeanne-Mance Delisle, regia di Muriel Romanes. Traverse Theatre di Edimburgo (2000)
- Privates on Parade di Peter Nichols, regia di Michael Grandage. Donmar Warehouse di Londra (2001)
- Out in the Open di Jonathan Harvey, regia di Kathy Burke. Hampstead Theatre di Londra (2001)
- Breathing Corpses di Laura Wade, regia di Anna Mackmin. Royal Court Theatre di Londra (2005)
- Tre giorni di pioggia di Richard Greenberg, regia di Jamie Lloyd. Apollo Theatre di Londra (2009)
- Macbeth di William Shakespeare, regia di Jamie Lloyd. Trafalgar Studios di Londra (2013)
- The Ruling Class di Peter Barnes, regia di Jamie Lloyd. Trafalgar Studios di Londra (2015)
- Cyrano de Bergerac di Edmond Rostand, regia di Jamie Lloyd. Playhouse Theatre di Londra (2019), Harold Pinter Theatre di Londra (2021), Theatre Royal di Glasgow e Brooklyn Academy of Music di New York (2022)

## Riconoscimenti
- Golden Globe
  - 2008 – Candidatura al miglior attore in un film drammatico per Espiazione

- Premio BAFTA
  - 2006 – BAFTA alla miglior stella emergente
  - 2007 – Candidatura al miglior attore non protagonista per L'ultimo re di Scozia
  - 2008 – Candidatura al miglior attore protagonista per Espiazione

- British Independent Film Awards
  - 2006 – Candidatura al miglior attore per L'ultimo re di Scozia
  - 2013 – Miglior attore per Filth

- Empire Awards
  - 2006 – Candidatura al miglior debutto per Le cronache di Narnia - Il leone, la strega e l'armadio
  - 2008 – Miglior attore per Espiazione
  - 2014 – Miglior attore per Filth

- Laurence Olivier Award
  - 2009 – Candidatura al miglior attore per Three Days of Rain
  - 2013 – Candidatura al miglior attore per Macbeth
  - 2015 – Candidatura al miglior attore per The Ruling Class
  - 2020 – Candidatura al miglior attore per Cyrano de Bergerac

- MTV Movie Awards
  - 2009 – Candidatura al l miglior bacio (condiviso con Angelina Jolie) per Wanted - Scegli il tuo destino
  - 2017 – Candidatura alla miglior performance per Split

- Satellite Award
  - 2009 – Candidatura al miglior attore non protagonista per The Last Station

## Doppiatori italiani
Nelle versioni in italiano delle opere in cui ha recitato, James McAvoy è stato doppiato da:
- Stefano Crescentini ne I figli di Dune, Le cronache di Narnia - Il leone, la strega e l'armadio, Penelope, Il quiz dell'amore, Becoming Jane - Il ritratto di una donna contro, Espiazione, Wanted - Scegli il tuo destino, The Conspirator, X-Men - L'inizio, La scomparsa di Eleanor Rigby, X-Men - Giorni di un futuro passato, Victor - La storia segreta del dott. Frankenstein, X-Men - Apocalisse, Atomica bionda, X-Men: Dark Phoenix, It - Capitolo due, His Dark Materials - Queste oscure materie, Together, Nella bolla, Il vangelo secondo Clarence, Speak No Evil - Non parlare con gli sconosciuti
- Massimiliano Manfredi in In trance, Split, Glass
- Gianluca Crisafi in State of Play, Welcome to the Punch - Nemici di sangue
- Marco Baroni in The Pool
- Francesco Venditti in Wimbledon
- Alessandro Tiberi in Inside I'm Dancing
- Francesco Pezzulli in Shameless
- David Chevalier in L'ultimo re di Scozia
- Riccardo Rossi in The Last Station
- Davide Perino in Blitz
- Loris Loddi in Macbeth
- Giorgio Borghetti in Submergence
- Edoardo Lomazzi in Mio figlio

Da doppiatore è sostituito da:
- Stefano Brusa in Gnomeo e Giulietta, Sherlock Gnomes
- Oreste Baldini ne Il figlio di Babbo Natale
- Stefano Crescentini ne La collina dei conigli